# 西之橋
西之橋（にしのはし）は、神奈川県横浜市中区の堀川に架かる道路橋である。

## 歴史

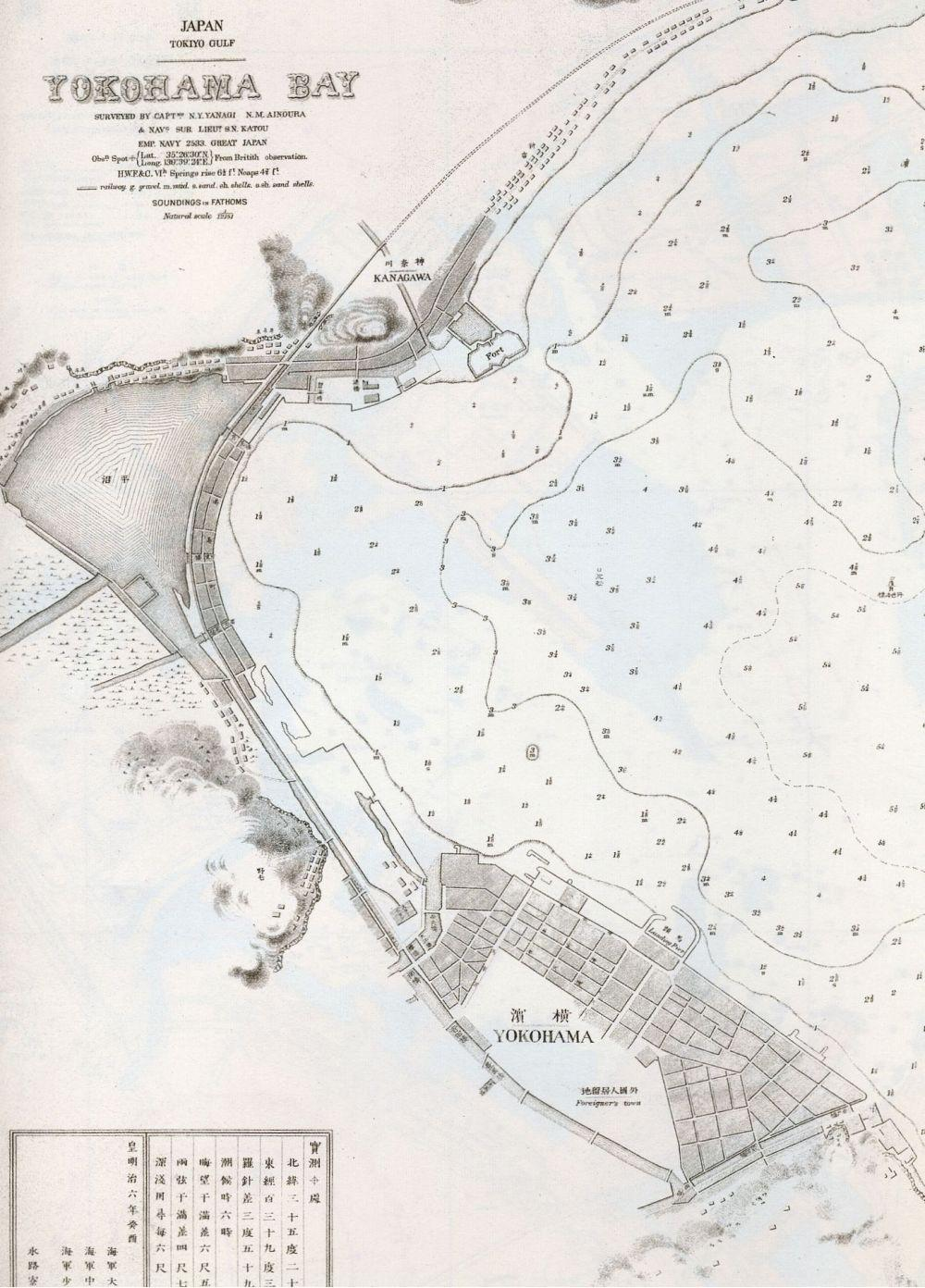
1874年の横浜の地図。下部で東西に流れる川の3本の橋のうち、一番西側にか架かるのが西之橋

江戸時代初期までは、大岡川河口から現在の吉野町駅付近までは入り江であり、湾口を塞ぐような形で南側の元町付近から関内地区にかけて宗閑嶋と呼ばれる半島が伸びていた。入り江や、宗閑嶋に沿った沼地では江戸時代に吉田新田や太田屋新田の新田開発が行われた。1859年に横浜港が開港すると、太田屋新田や宗閑嶋に外国人居留地が設けられた。在留外国人と日本人との衝突を防ぐため、1861年（文久元年）に宗閑嶋の付け根を開削して堀川が設けられ、谷戸橋・前田橋・西之橋の3つの橋が架けられて関所とされた。西之橋は1893年（明治26年）に神奈川県技師の野口嘉茂の設計により、ピン結合のプラットトラス形式の橋に架け替えられた。関東大震災後の1926年（大正15年）に、復興事業として現在の鋼2ヒンジアーチ橋に架け替えられた。旧橋のトラスは中村川の上流の翁橋に転用された後、首都高速狩場線建設に伴う護岸改修工事に合わせ、1989年にさらに上流の浦舟水道橋に移設された。本橋のすぐ上流側で派大岡川が合流していたが、1977年に埋め立てられたあとは中村川と堀川は一筋の川となり、本橋付近が両河川の境となる。

## 現橋

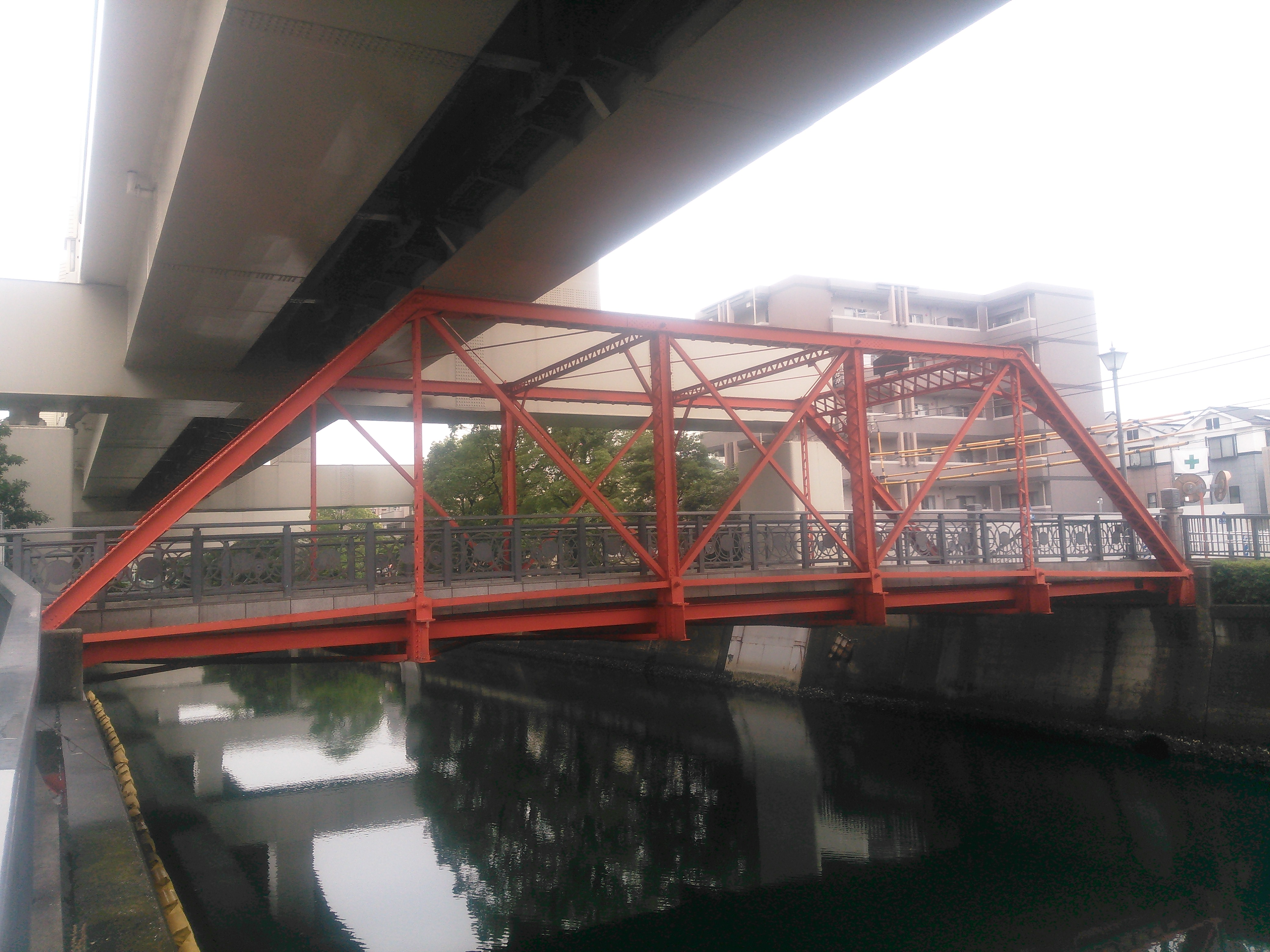
浦舟水道橋に転用されたトラス。西之橋として使われていた当時よりは、若干規模が縮小されている

左岸は中区山下町、右岸は同石川町となり、関内駅方面から山手隧道を経て本牧方面とを結ぶ主要交通路の一部を構成する。本橋の上空には、首都高速狩場線の高架橋が架かる。1991年（平成3年）には、中村川の吉野橋、浦舟水道橋とともにかながわの橋100選に選定。2015年度には山手隧道、桜道橋、打越橋、谷戸橋とともに「元町・山手地区の震災復興施設群」として土木学会選奨土木遺産に認定された。

## 隣接する橋
- 中村川・堀川

（上流側） - 亀の橋 - 石川町駅前歩道橋 - （旧・派大岡川合流点。ここより下流が堀川） - 西之橋 - 市場通り橋 - 前田橋 - （下流側）